# Ursula Müller (Journalistin)
Ursula Müller (* 1. August 1926 in Kötzschenbroda; † 30. September 2019) war eine deutsche Journalistin und Redakteurin.

## Leben
Sie war die Tochter des Chemikers und Dresdner Hochschulprofessors Friedrich Müller. Nach dem vierjährigen Besuch der Volksschule war sie von 1937 bis 1946 an der Städtischen Oberschule für Mädchen in Radebeul. Nach dem Studium der Literaturwissenschaft, Kunstgeschichte und Publizistik an der Universität Bern wurde Ursula Müller in den 1950er Jahren Redakteurin bei der Goslarschen Zeitung in Goslar, wo sie zuletzt stellvertretende Chefredakteurin und Chefin der Lokalredaktion war. Im Jahre 1991 trat sie in den Ruhestand.
Überregional bekannt wurde Ursula Müller durch mehrere Publikationen über Goslar. Insbesondere aber ihre hartnäckige Überzeugungsarbeit gemeinsam mit Marta Lattemann-Meyer, seinerzeitiger Oberbürgermeisterin von Goslar, sowie Helga Schuchardt als niedersächsischer Wissenschaftsministerin, das Erzbergwerk Rammelsberg, den Kaiserpfalzbezirk sowie Goslars historische Altstadt 1992 zum UNESCO-Welterbe zu machen, wurde 2017 zum 25-jährigen Jubiläum der Ernennung gewürdigt. Heute werden die inzwischen erweiterten Ensembles historischer Bauwerke und technischer Denkmale des Oberharzer Bergbaus zur seriellen UNESCO-Welterbestätte Bergwerk Rammelsberg, Altstadt von Goslar und Oberharzer Wasserwirtschaft zusammengefasst.

## Werke (Auswahl)
- mit Klaus Krause: Im Fluge gesehen, Goslar, Kleinod im Kreis seiner Nachbarn. Verl. Goslarsche Zeitung Krause, Goslar 1995, ISBN 978-3-980474-90-0.
- Weltkulturerbe Goslar. (Fotos: Volker Schadach, Regine Schulz. Engl.: Jürgen Telle-Grandell) Schadach, 8., akt. Aufl., Goslar 1998.
- mit Elsbeth Siebenbürger: Walter Volland 1898–1980. (= Goslarer Künstler und Kunsthandwerker, Band 6), Museumsverein Goslar, Selbstverlag, Goslar 1998.
- mit Hans-Günther Griep, Volker Schadach: Kaiserstadt Goslar. Schadach, Goslar 2005, ISBN 978-3-928728-48-5.